# Djuptjärnen (Skogs socken, Hälsingland)
Djuptjärnen är en sjö i Söderhamns kommun i Hälsingland och ingår i Hamrångeåns huvudavrinningsområde.